# Маяк Кейп-Энрейдж
Маяк Кейп-Энрейдж (англ. Cape Enrage Lighthouse) — маяк, расположенный на мысе Кейп-Эрейндж на острове Барн-Марш, на входе в залив Чиньекто из залива Фанди, графство Альберт, провинция Нью-Брансуик, Канада. Построен в 1838 году. Автоматизирован в 1988 году.

## История
Рифы около острова Барн-Марш представляли серьезную опасность для судоходства во время штормов, и уже в 1837 году правительство Нью-Брансуика удовлетворило петицию местных торговцев и судовладельцев о строительстве маяка и выделило на его строительство 600 фунтов. Строительство было завершено в 1838 году, в 1840 маяк был введен в эксплуатацию. Он представлял собой квадратную башню высотой 12 метров. Маяк Кейп-Энрейдж стал восьмым в штате и первым с квадратной башней. Но уже в 1868 году маяк был признан непригодным к эксплуатации. В 1869 году была построена новая квадратная башня маяка высотой 9 метров. Новый маяк был введён в эксплуатацию в 1870 году. Старая башня использовалась как дом смотрителя, но в этом качестве она была очень неудобной. В 1874 году были построены небольшая котельная, противотуманный сигнал и новый дом для смотрителя и его помощника. В 1904 году было построена уже третья башня маяка, также белого цвета и квадратной формы с наклонными склонами и восьмиугольным помещением для фонаря на вершине, выкрашенным в красный. На маяке была установлена линза Френеля четвертого поколения. В 1952 году для смотрителя, его помощника и их семей был построен новый дуплекс. В 1988 году канадская береговая охрана автоматизировала маяк. В 1995 году бывший дом смотрителей был передан от канадской береговой охраны правительству штата Нью-Брансвик. В настоящее время в маяке устроен музей, а бывший дом смотрителей служит общежитием для студентов.